# Пъстрогръд кълвач
Dendrocopos atratus е вид птица от семейство Picidae.

## Разпространение
Видът е разпространен във Виетнам, Индия, Китай, Лаос, Мианмар и Тайланд.